# Neil Sullivan
Neil Sullivan (Londres, Inglaterra, 24 de febrero de 1970) es un futbolista inglés, aunque nacionalizado escocés, retirado. Se desempeñaba como guardameta y su último club fue el Doncaster Rovers, que militaba en la Football League Championship.

## Selección nacional
Fue internacional con la Selección de fútbol de Escocia, con la que jugó 28 partidos internacionales.

### Participaciones en Copas del Mundo
| Mundial                        | Sede    | Resultado    |
| ------------------------------ | ------- | ------------ |
| Copa Mundial de Fútbol de 1998 | Francia | Primera fase |

## Clubes
| Club                 | País       | Año         |
| -------------------- | ---------- | ----------- |
| Wimbledon FC         | Inglaterra | 1988 - 1992 |
| Crystal Palace FC    | Inglaterra | 1992        |
| Wimbledon FC         | Inglaterra | 1992 - 2000 |
| Tottenham Hotspur FC | Inglaterra | 2000 - 2003 |
| Chelsea FC           | Inglaterra | 2003 - 2004 |
| Leeds United FC      | Inglaterra | 2004 - 2007 |
| Doncaster Rovers     | Inglaterra | 2007 -2012  |
| AFC Wimbledon        | Inglaterra | 2012-2013   |
| Doncaster Rovers     | Inglaterra | 2013-2014   |